# Miles Morales

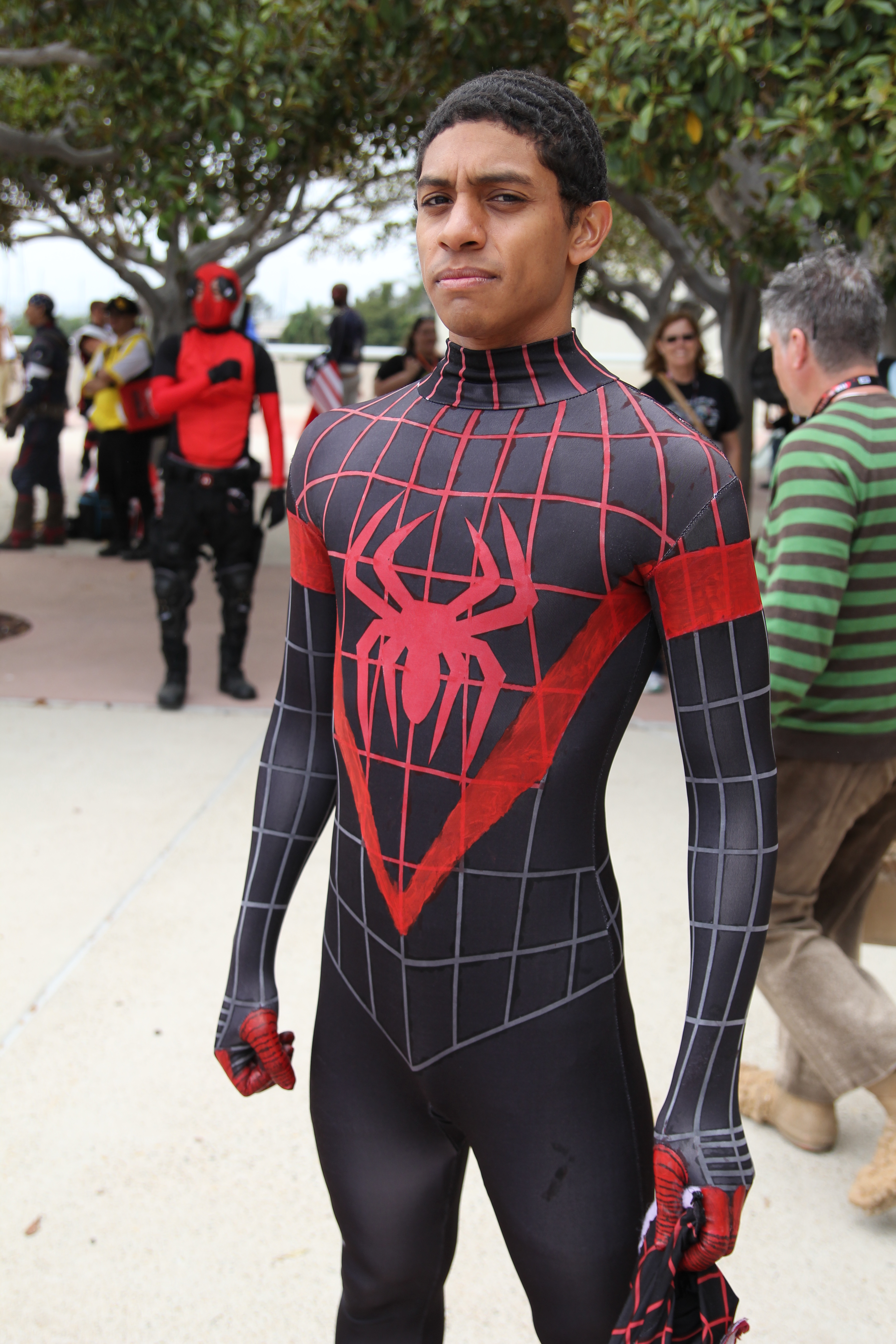
Cosplayer inspirovaný komiksovou postavou Milese Moralese.

Miles Morales je fiktivní postava komiksových příběhů vydávaných nakladatelstvím Marvel Comics. Poprvé se objevil v komiksovém sešitu Ultimate Fallout #4 v srpnu 2011 jako jeden z řady nositelů identity superhrdiny Spider-Mana. Je výtvorem tvůrčího dua, které tvořili Brian Michael Bendis a Sara Pichelli. Podoba postavy byla inspirována tehdejším americkým prezidentem Barackem Obamou a muzikantem a hercem Donaldem Gloverem.
V komiksovém světě se objevil v roce 2011 v alternativní verzi univerza Ultimate Marvel, poté co zde zemřel Peter Parker (ultimate verze). Následně se objevoval v komiksu Ultimate Comics: Spider-Man. V roce 2012 začal být vysílán animovaný seriál Ultimate Spider-Man, Miles se v něm začal objevovat od třetí sezóny od roku 2016. V roce 2018 se dočkal vlastního animovaného filmu Spider-Man: Paralelní světy. Poté, co Marvel v roce 2015 ukončil existenci Ultimate Marvelu byla postava Milese Moralese přesunuta během iniciativy All-New, All-Different Marvel do hlavního univerza Marvel Universe.
Postava vzbuzuje rozporuplné reakce. Část čtenářů, kritiků a dalších, včetně Stana Lee, oceňuje pozitivní dopad jako inspirativního vzoru pro afroamerické a latinoamerické čtenáře (Miles Morales je synem Afroamerického otce a Latinoamerické matky), jiní však postavu kritizují jako důsledek politické korektnosti, což ovšem vedení Marvelu odmítá.

## Vydání
Koncept černošského Spider-Mana byl poprvé navržen v roce 2008 po zvolení Baracka Obamy prezidentem USA. Myšlenku podporoval tehdejší šéfredaktor Marvelu Axel Alonso. Vývoj postavy nakonec trval déle a představena byla až v roce 2011, poté co Ultimate Peter Parker zemřel. Ačkoliv je Morales prvním Afroameričanem, který nosí kostým Spider-Mana, je až druhý Latinoameričan. Prvním byl Miguel O'Hara, který byl Spider-Manem v 90. letech v komiksu Spider-Man 2099.
Postavu zrealizovali scenárista Brian Michael Bendis a kreslířka Sara Pichelli. Bendis potvrdil, že postava byla inspirována vystoupením herce Donalda Glovera v seriálu Zpátky do školy. Bylo to také reakcí na iniciativu fanoušků, kteří podporovali, aby Glover získal hlavní roli v tehdy připravovaném filmu Amazing Spider-Man. Sara Pichelli navrhla kostým, který se od tradičního kostýmu Spider-Mana liší, má více černých částí v kombinaci s červenou. Poprvé se objevil v minisérii Ultimate Fallout a poté v sérii Ultimate Comics: Spider-Man.
Morales se narodil a vyrůstal v Brooklynu v New Yorku. V prvním sešitu mu bylo 13 let a byl synem Afroameričana a Američanky s kořeny z Portorika. Stejně jako Peter Parker byl inteligentním nerdem. Bendis mu však dal jiné vnitřní konflikty. Miles například obdivuje svého strýce Aarona, o kterém ale neví, že se živí zločinem. Jeho otec Jefferson mu později vysvětlí, že v mládí byli on i Aaron zlodějíčci, kteří byli také za své přečiny odsouzeni a uvězněni. Jeffersona pobyt ve vězení přivedl k opuštění zločinu, ale Aarona k němu více přivázal. Miles se poté musí vypořádat s tím, jestli i on skončí jako zločinec, nebo jako kladná postava.
V roce 2012 se objevil v minisérii Spider-Men a v sešitu Age of Ultron #10, který ho postupně propojoval s hlavním univerzem Marvelu planety Země-616. Série Ultimate Comics: Spider-Man byla zrušena v listopadu 2013 a děj pokračoval v minisérii Cataclysm: Ultimate Spider-Man. Poté pokračoval v sérii Miles Morales: Ultimate Spider-Man. Po událostech v crossoveru "Secret Wars" v roce 2015 byl Ultimate svět ukončen a Miles Morales byl v rámci All-New, All-Different Avenger plně převeden do hlavního univerza. Zde dostal vlastní novou sérii s názvem Spider-Man (od roku 2016). V roce 2018 odešel Bendis ke konkurenci DC Comics a série byla v průběhu roku 2018 zrušena. Ovšem hned v prosinci 2018 začala vycházet série Miles Morales: Spider-Man, kterou psal Saladin Ahmed. V prosinci 2022 navázala druhá série, kterou psal Cody Ziglar a nejdříve kreslil Federico Vicentini.

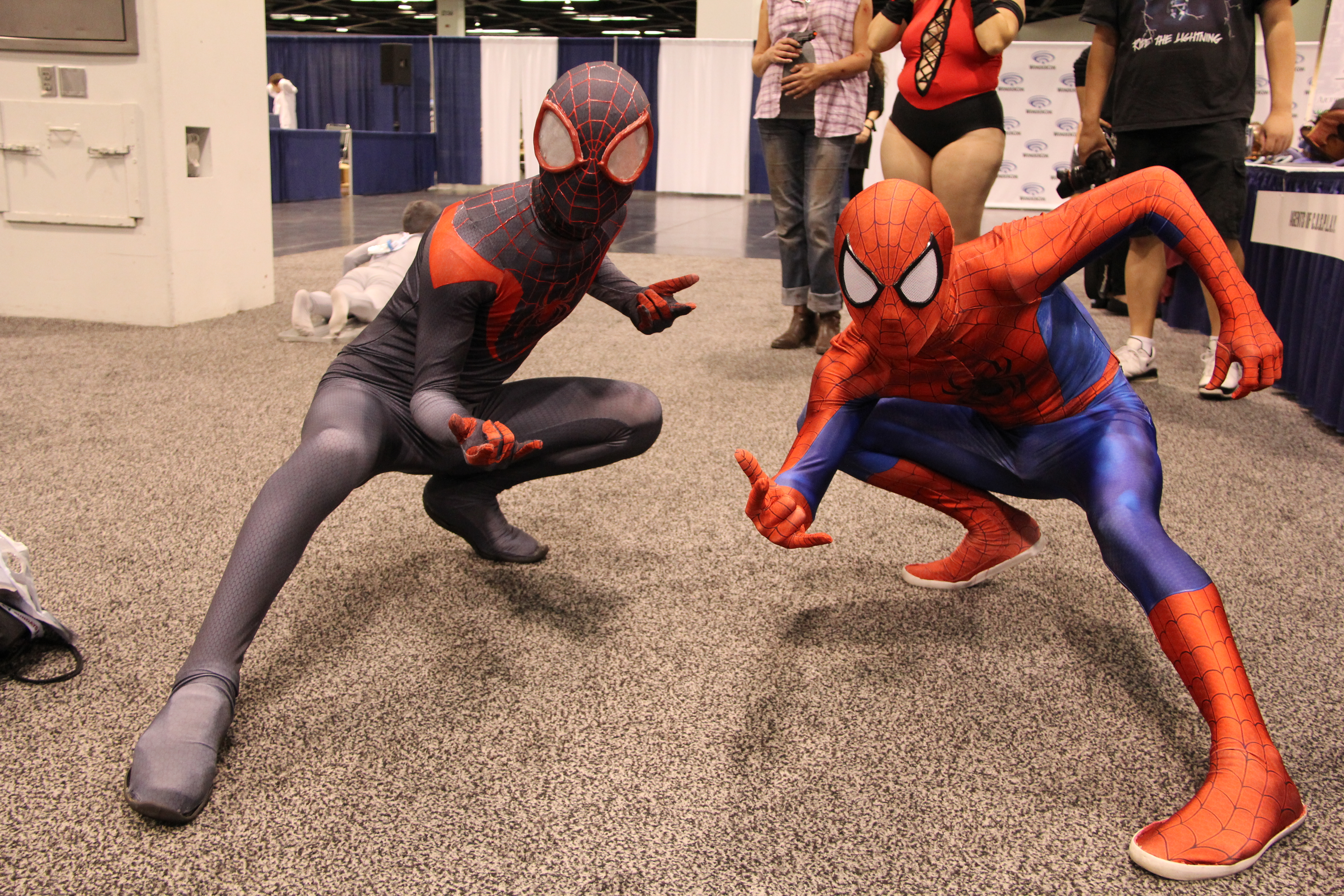
Cosplayeři inspirovaní postavami Spider-Mana.

Vlastní série:
- Ultimate Comics: Spider-Man (Vol. 2) #1–28 (2011–2013)
- Cataclysm: Ultimate Spider-Man #1–3 (2014)
- Miles Morales: Ultimate Spider-Man #1–12 (2014–2015)
- Spider-Man (Vol. 2) #1–21 (2016–2017)
- Spider-Man (Vol. 1) #234–240 (2017–2018)
- Miles Morales: Spider-Man Vol. 1 #1–42 (2018–2022)
- Miles Morales: Spider-Man Vol. 2 #1–... (2022–...)

## Česká vydání
- 2017 – Ultimátní komiksový komplet #078: Ultimate Comics Spider-Man: Kdo je Miles Morales? (autoři: Brian Michael Bendis a Sara Pichelli: Ultimate Comics Fallout #4 a Ultimate Comics Spider-Man (Vol. 2) #1-5 (2011-2012).
- 2019 – Nejmocnější hrdinové Marvelu #079: Miles Morales, Ultimátní Spider-Man (autoři: Brian Michael Bendis a Sara Pichelli: Ultimate Comics Fallout #4, Ultimate Comics Spider-Man (Vol. 2) #1 a Spider-Men #1-5 (2012).

## Film a televize

### Film
- 2018 – Spider-Man: Paralelní světy – americký animovaný film, hlas hlavní postavy Shameik Moore
- 2023 – Spider-Man: Napříč paralelními světy – americký animovaný film, hlas hlavní postavy Shameik Moore
- 2024 – Spider-Man: Beyond the Spider-Verse – americký animovaný film, hlas hlavní postavy Shameik Moore

### Televize
- 2016–2017 – Ultimate Spider-Man – americký animovaný TV seriál, hlas hlavní postavy Donald Glover (ve 3. série) a Ogie Banks (jako Kid Arachnid) (ve 4. série)
- 2017–... – Spider-Man – americký animovaný TV seriál, hlas hlavní postavy Nadji Jeter